# Atar
För andra betydelser, se Atar (olika betydelser).
Atar är den heliga elden i den zoroastriska religionen och ett element i den ursprungliga skapelsen.
Från de äldsta tider har zoroastrismen vördat elden och hyllat den som försörjare och understödjare. I senare tradition har dock Atar kommit att ha betraktats som son till Ahura Mazda.